# От-Сюр (национальный парк)
От-Сюр — национальный парк расположен в Люксембурге, на крайнем северо-западе от Эслинга. Создан в 1999 году. Включает в себя территории коммун Булед, Элль, Эш-сюр-Сюр, Хайдершайд, Лак-де-ла-От-Сюр, Нойнхаузен и Ванзелер. Площадь — 183,87 км ².
Он создан для защиты окружающей среды, редких видов растений и животных. Первой целью является сохранение местной флоры и фауны, а также защита чистоты воздуха, воды и почвы. Вторая цель заключается в осуществлении экономической деятельности: ведение лесного хозяйства и развитие туризма, создание высокого уровня жизни и новых рабочих мест.
Для посетителей парка, есть множество способов проведения досуга: прогулки на природе, осмотр памятников культуры, занятия водными видами спорта на водохранилище От-Сюр. В парке есть домики для отдыхающих. Ежегодно в первые выходные июля в парке проводятся фестивали. Парк также является домом для водохранилища, плотины и дамбы.
Третья задача состоит в сохранении архитектурного наследия области, которая колеблется от большого количества заброшенных часовен и мельниц до бывших карьеров для добычи сланца и развалин замков.